# フィレンツェ-ローマ高速線
フィレンツェ-ローマ高速線 (イタリア語: Ferrovia direttissima Firenze-Roma) はイタリアの主要な高速鉄道路線である。ディレッティシマフィレンツェ＝ローマ (ferrovia direttissima Firenze-Roma) の名称で知られ、イタリア語で「真っ直ぐなフィレンツェ・ローマ間の鉄道」（フィレンツェ＝ローマ最直線鉄道）を意味している。この名称は、大幅な所要時間の短縮をもたらした1927年に開業のローマ＝フォルミア＝ナポリ線 (Rome–Formia–Naples Direttissima) や、1934年開業のボローニャ＝フィレンツェ線 (Bologna–Florence Direttissima) の路線名称が反映されている。フィレンツェ-ローマ高速線は、ヨーロッパで初めて営業を開始した高速鉄道路線で1977年2月24日に半分の区間が開業し、1992年5月26日に全線開業している。最速列車で、ローマ・フィレンツェ間は1時間20分に短縮された。現在、RFIによって新しい高速幹線鉄道 (Linea Alta Velocità/Alta Capacità) に修正され、欧州連合が定める欧州横断ネットワーク（TEN-T）の1号線（ベルリン - ミュンヘン - ローマ - パレルモ）の一部を形成している。 

## 歴史
ローマ・フィレンツェ間のフィレンツェ＝ローマ線315kmはいくつかの異なる鉄道路線や異なった鉄道会社の目的によって開発された結果、曲がりくねった高速化に適さない路線であった。何年もの間、路線の直線化の計画提案や多くの調査がなされたが、それらは成されなかった。第二次世界大戦後、最終的に旧来の路線に比べ大幅に路線距離を短絡した237.5km（在来線区間を含めた全体の路線長は253.6km）の新しい直線的な新線を建設することが決定された。また、新線は既存の路線を置き換えるのではなく統合して使用されることが考慮された。1968年終わりから1969年の初めにかけて、計画は承認され資金が供給された。この計画はヨーロッパで現在運用されている高速新線では最初の建設計画であった。
1970年6月25日に重要区間の着工が行われた。着工されたパリア川に架かる5,375mのパリア橋梁は25mの直線スパンが205箇所と50mのアーチスパン5箇所で構成され、ヨーロッパでは一番長い陸橋で世界でも有数の長さである。1977年2月24日に着工から6年以上経て、最初の区間であるローマ・テルミニ駅・チッタ・デッラ・ピエーヴェ間138kmが開業した。当初は5年で完成する予定であった。イタリアの鉄道やヨーロッパの鉄道にとっては歴史的な日であったが、その後は政治的な障害等によって建設は遅々として進まなかった。開業時はE444形電気機関車牽引のGran Comfortと呼ばれる高速運転対応の客車で運行が開始された。
1985年9月29日にチッタ・デッラ・ピエーヴェ・アレッツォ間51kmが、1986年5月30日にフィレンツェ・バルダル間20km、1992年5月26日に最終区間のアレッツオ・バルダル間が開業している。

## 路線
路線は名称が示す通り、ほとんどの区間が直線的に建設されており最急勾配も8‰と緩いものとなっている。踏み切り等の平面交差もなく軌道中心間隔は4m取られており、対向列車との衝撃なども抑えられている。通信システムや自動列車保安装置はRS4 Codiciで構成され車内信号方式が採用されている。信号は9つのコードが使用されている。曲率半径は3,000m取られており、最高速度250km/hでの運転が可能である。16.2kmごとに渡り線が設けられており、必要に応じてどちらの方向でも運転できるよう双単線方式が採用されている。
軌道はUIC60kg/mレールが採用されておりアーク溶接され、2.30mのPC枕木に60cmごとにパンドロールクリップによって固定されている。途中区間では在来線との接続も行われているが、新線と相互に干渉することなく接続線が設けられている。渡り線に設けられている、分岐器は100km/hに対応しており、さらに15の分岐装置は160km/h以上にも対応している。路線の近代化のため、交流電化25kVへの昇圧やETCSなどの新保安装置の採用などにより250km/hから300km/hへの最高速度の向上が検討されており現在改良が開始されている。